# 15115 Yvonneroe
15115 Yvonneroe è un asteroide della fascia principale. Scoperto nel 2000, presenta un'orbita caratterizzata da un semiasse maggiore pari a 2,3943685 UA e da un'eccentricità di 0,1310888, inclinata di 0,83025° rispetto all'eclittica.